# Anna Hontar
Anna Vladislavivna Hontar (ukrainien : Анна Владиславівна Гонтар), née le 9 septembre 2003 à Kherson, est une nageuse handisport ukrainienne concourant en S6. Elle est quadruple médaillée de bronze au niveau paralympique et double médaillée d'or mondiale.

## Carrière
Aux Jeux paralympiques d'été de 2024, elle remporte le médaille de bronze du 50 m nage libre S9, trois ans après avoir raflé le même médaille sur la même course aux Jeux paralympiques d'été de 2020. Elle détient le record du monde de la distance depuis les Mondiaux 2023 en 32 s 55.

## Distinctions
- 2020 : Ordre de la princesse Olga[1]

## Palmarès

### Jeux paralympiques
- Jeux paralympiques d'été de 2020 à Tokyo :
  -  50 m nage libre S6
  -  100 m brasse SB5
- Jeux paralympiques d'été de 2024 à Paris :
  -  50 m nage libre S6
  -  100 m brasse SB5

### Championnats du monde
- Championnats du monde 2022 à Madère :
  -  50 m nage libre S6
  -  100 m dos S6
- Championnats du monde 2023 à Manchester :
  -  50 m nage libre S6
  -  100 m nage libre S6
  -  100 m dos S6
  -  100 m brasse SB5